# الواقي (أسماء الله الحسنى)
الواقي

## لغويا
الواقي أي بمعني الحافظ تقول مظلة واقية من الشمس أي حافظة من الشمس وشاعة هذه الكلمة طبياً كقولك الوقاية الطبية من الأمراض. في المصطلحات الطبية الحديثة و المثل يقول الوقاية خير من العلاج 
وفي المصطلحات القديمة كقول بعضهم هذه فرس واقية أي محافظة على حافره من العطب.
الواقي بمعني التحفظ قبل حدوث الضرر كما في المثل الوقاية خير من العلاج. فإذا كان الواقي بمعني الحافظ. فالحافظ، اسم من اسم الله.

## أسماء الله الحسنيوصفاته
﴿فالله خير حافظاً وهو أرحم الراحمين﴾ أستدلالاً في قول الله ليعقوب في أخوة يوسف ﴿قَالَ هَلْ آمَنُكُمْ عَلَيْهِ إِلَّا كَمَا أَمِنْتُكُمْ عَلَى أَخِيهِ مِنْ قَبْلُ فَاللَّهُ خَيْرٌ حَافِظًا وَهُوَ أَرْحَمُ الرَّاحِمِينَ ۝٦٤﴾ [يوسف:64]